# Rancho Alegre, Hidalgo
Rancho Alegre är en ort i Mexiko.   Den ligger i kommunen San Agustín Metzquititlán och delstaten Hidalgo, i den sydöstra delen av landet, 120 km norr om huvudstaden Mexico City. Rancho Alegre ligger 1 328 meter över havet och antalet invånare är 158.
Terrängen runt Rancho Alegre är huvudsakligen kuperad. Rancho Alegre ligger nere i en dal. Runt Rancho Alegre är det ganska glesbefolkat, med 30 invånare per kvadratkilometer. Närmaste större samhälle är Atotonilco el Grande, 20,0 km söder om Rancho Alegre. I omgivningarna runt Rancho Alegre växer huvudsakligen savannskog.